# Swervedriver
Swervedriver — английская альтернативная рок-группа, образованная в городе Оксфорд в 1989 году участниками Адамом Франклином и Джимми Хэртриджем. В период с 1989 по 1998 год группа выпустила четыре студийных альбомами множество EP и синглов, несмотря на значительный текучку в составе, менеджеров и звукозаписывающих лейблов. К 1993 году состав группы определился с Франклином на вокале/гитаре, Хэртриджем на гитаре, Джэзом Хиндмаршом на барабанах и Стивом Джорджем на басу. Они появились с более тяжёлым рок-звучанием, чем их современники, которые исполняли шугейз, и в течение следующих пяти лет оно эволюционировало, включив элементы психоделии, классической поп-музыки и инди-рока.
Проблемы с лейблом звукозаписи и ослабление интереса внутри группы привели к их расколу в конце 1998 года. Десять лет спустя Swervedriver воссоединились и периодически гастролировали в течение следующих пяти лет, выпустив свой первый новый материал за пятнадцать лет с синглом 2013 года «Deep Wound». С тех пор они выпустили два полноформатных альбома, I Wasn't Born to Lose You в 2015 году и Future Ruins в 2019 году, с гастролирующими сессионными барабанщиком Майки Джоунзом и басистом Миком Куинном, которые присоединились к группе на постоянной основе.

## История

### Ранние годы (1984—1989 гг.)

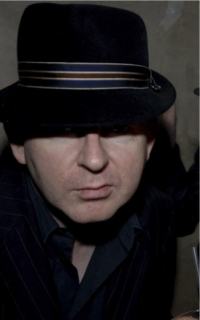
Алан Макги владелец звукозаписывающего лейбла Creation Records

Swervedriver берёт своё начало в Оксфорде, когда одноклассники и начинающие гитаристы Адам Франклин и Джимми Хэртридж вместе со старшим братом Франклина и вокалистом Грэмом и барабанщиком Падди Пульцером создали группу Shake Appeal в 1984 году. В 1987 году басист Эдриан «Эди» Вайнс из Йоркшира присоединился к группе, и в следующем году они выпустили свой единственный сингл «Gimme Fever» на лейбле Notown. На привлекательность Shake повлияли гаражные рок-группы конца 60-х, такие как The Stooges и MC5, которые черпали аналогичное влияние из достопримечательностей и звуков британской автомобилестроительной компании British Leyland Motor Corporation, мимо которого Франклин и Хэртридж проходили каждый день по дороге в школу. Когда влияние перешло в подражание, участники почувствовали, что им нужно разработать своё собственное звучание. Тем временем они обратили своё внимание на американские альтернативные рок-группы Hüsker Dü, Sonic Youth и Dinosaur Jr., и впоследствии были вдохновлены «раздвинуть границы электрогитары в поп-формате».
В 1989 году, после того как Shake Appeal распалась, Адам Франклин написал песни «Volcano Trash», «Afterglow» и «Son of Mustang Ford» (которые станут первым синглом группы Swerverdriver). Бывшие коллеги по группе были впечатлены его работой и собрались в студии Union Street в Оксфорде, чтобы записать демозапись, с Адамом Франклином, который перешёл на вокал, а его брат был на бэк-вокале. Вскоре после этого Грэм Франклин и Пульцер покинули группу, чтобы заняться другими музыкальными интересами. Устав от местной музыкальной сцены, группа решила отправиться в Лондон, и там они встретили барабанщика и уроженца Эдинбурга Грэма Боннара, бывшего участника пост-панк-группы The Shattered Family. Перед отъездом из Оксфорда они передали своё демо Марку Гарденеру из местной группы Ride, который, в свою очередь, передал его Алану Макги из Creation Records. Макги подписал их почти сразу после прослушивания записи (во время поездки по центру Лос-Анджелеса на заднем сиденье лимузина), и тогда появились Swervedriver.

### Первые мини-альбомы, альбом «Raise» и уходы из группы (1990—1992 гг.)
Вместо того, чтобы дебютировать с полноформатным альбомом, Swervedriver выпустила серию мини-альбомов из четырёх композиций в течение года, подписавшись на популярную тенденцию в начале 90-х годов. «Если бы у вас было 4 готовые песни, вы бы записали их тут же и выпустили как можно скорее. Тогда не было такого понятия, как „сохранение песен для альбома“», — объяснил Хэртридж. Песни были записаны в студии Greenhouse & Falconer в Лондоне и все были спродюсированы группой самостоятельно. Дебютное EP группы, Son of Mustang Ford, было выпущено 16 июля 1990 года и включало песню «Kill the Superheroes», одну из первых попыток Франклина написать в альтернативном строе. Франклин заявил в интераью журналу NME: «„Son of Mustang Ford“ был основан на идее „Страха и отвращении в Лас-Вегасе“ — разъезжая, выйдя за свои рамки, по пейзажам Америки». EP было охарактеризовано как «хромированный образец автомобильного романтизма». Группа выпустила релиз с появлением на шоу Джона Пила BBC Radio 1 31 июля 1990 года, исполнив избранную сторону «Б» из каждого из их трёх дебютных EP вместе с песней «Over» (которая не выходила официально в течение 15 лет). Релиз второго EP, Rave Down, последовал в ноябре. Мэри Энн Хоббс назвала заглавную композицию «циклоном дикой природы, раздутая техника риффов, которая звучит так, как будто её играли с вывихнутыми плечевыми суставами». Обе EP получили положительные отзывы, а их титульные синглы попали в британские инди- и метал-чарты. Тем не менее, основная британская музыкальная пресса вскоре переключила своё внимание на группы, которые легче вписываются в форму шугейз. Группа начала набирать популярность в Соединённых Штатах, и в начале 1991 года Swervedriver подписали контракт с американским лейблом A&M Records и отправились в свой первый тур по США, короткий цикл концертов разогревая группу Ned’s Atomic Dustbin, который стартовал в клубе Marquee в Нью-Йорке. 22 июля 1991 года их третий EP, Sandblasted, был выпущен с заглавным синглом, достигшим 67-го места в чарте Великобритании и описанным как «лобовое столкновение между гитарами, бушующими в хаосе».
Swervedriver выпустили свой дебютный альбом Raise 30 сентября 1991 года. Он был записан в студии Greenhouse & Falconer и спродюсирован группой, как и их предыдущие мини-альбомы, и включал заглавные композиции всех трёх. Что касается непреодолимого увлечения группы всем автомобильным, Франклин сказал: «Автомобильная штука возникла из-за скручивания образов рок-н-ролла. Чак Берри любил петь о машинах. T. Rex пели об автомобилях, и просто быть в машине — это просто хорошее место, чтобы слушать музыку». Альбом был оценён как «неизлечимо романтичный, [отрывающийся]» как один из «действительно замечательных альбомов, выпущенных в этом году» и занял 44-е место в Великобритании. Swervedriver активно гастролировали по Великобритании в поддержку альбома и были приглашены поучаствовать во второй сессии BBC Radio 1 23 ноября 1991 года. Продюсер Алан Молдер, который работал с такими участниками группы, как The Jesus and Mary Chain и My Bloody Valentine, представился Франклину в баре на музыкальной площадке ULU, что находится в Университете Северного Лондона и проявлял интерес к совместной работе. Молдер встретился с группой в студии Greenhouse, и там они записали Never Lose That Feeling, четвёртый EP Swervedriver, в котором были представлены отрывок «The Watchmakers Hands» и трек «Scrawl and Scream» (замедленная переработка «Afterglow»).
Вскоре группа отправилась в настоящий тур по Северной Америке в качестве хэдлайнера с открытием американского инди-рок-группы Poster Children. 6 февраля 1992 года, ожидая пересечения канадско-американской границы для выступления в Торонто, Боннэр вышел из туристического автобуса, чтобы «сходить за сэндвичем», и не вернулся. Несмотря на то, что он полностью намеревался завершить тур, музыкальные предпочтения между участниками группы не позволили ему продолжить. После того, как он поговорил с Хэртриджем, Боннэр сказал ему, что хочет уйти из группы. Дэн Дэвис из группы Run Westy Run занял место на следующих пяти концертах, а затем тур-менеджер Фил Эймс позвонил Дэнни Ингрэму из Вашингтона, округ Колумбия, из готик-рок-группы Strange Boutique, чтобы закончить тур. Группа с Ингрэмом «на буксире» вернулась в США в апреле 1992 года, чтобы поддержать лейбл A&M, партнеров Monster Magnet и Soundgarden, а затем провела короткое время в Японии. Перед тем, как отправиться в свой второй этап гастролей, они замикшировали Never Lose That Feeling, которое было выпущено 18 мая 1992 года; производственная работа Молдера здесь будет последним для Swervedriver в оригинальном составе. Хэртридж рассматривал рифф заглавной песни как «в некотором роде мост между Raise и Mezcal Head», и песня заняла 62-е место в чартах Великобритании. Используя кадры с их первого этапа гастролей, представители A&M Джефф Сухи и Скотт Картер сняли видео On the Road with Swervedriver: A Rockumentary — документальный фильм, который содержал интервью группы и музыкальные клипы на «Son of Mustang Ford» и «Sandblasted», был выпущен 14 мая 1992 года. Как только они начали испытывать рост успеха, Swervedriver столкнулся с ещё одним препятствием — в дополнение к тому, что они потеряли своего менеджера, после выступления на фестивале Хультсфред в Швеции 8 августа 1992 года, Вайнс покинул группу, чтобы сформировать ориентированный на хэви-метал звучание группу Skyscraper. Уже однажды пережив потерю Боннэра, уход Вайнса, которого некоторые считали лицом группы, заставила музыкальную прессу поверить в то, что группе будет трудно, если не невозможно, остаться на плаву.

## Участники группы

### Текущий состав
- Адам Франклин — вокал, ритм- и соло-гитара (1989—1998 гг., 2008 г. — наши дни)
- Джимми Хэртридж — соло-гитара (1989—1998 гг., 2008 г. — наши дни)
- Майки Джоунз — барабаны, перкуссия (2011 г. — наши дни)
- Мик Куинн — бас-гитара (2015 г. [как сессионный музыкант], 2016 г. — наши дни)

### Бывшие участники
- Стив Джордж — бас-гитара (1993—1998 гг., 2008—2015 гг.)
- Эдриан «Эди» Вайнс — бас-гитара (1989—1992 гг.)
- Грэм Боннэр — барабаны (1989—1992 гг., 2010—2011 гг.)
- Дэн Дэвис — барабаны (1992 г.)
- Дэнни Ингрэм — барабаны (1992 г.)
- Джэз Хиндмарш — барабаны (1993—1998 гг., 2008—2010 гг.)

## Дискография
- Raise (1991 г.)
- Mezcal Head (1993 г.)
- Ejector Seat Reservation (1995 г.)
- 99th Dream (1998 г.)
- I Wasn't Born to Lose You (2015 г.)
- Future Ruins (2019 г.)[21]